# Priacanthus prolixus
Priacanthus prolixus är en fiskart som beskrevs av Starnes, 1988. Priacanthus prolixus ingår i släktet Priacanthus och familjen Priacanthidae. Inga underarter finns listade i Catalogue of Life.